# ریمون سال
ریمون سال (انگلیسی: Raymond Salles; ۱۸ ژوئیهٔ ۱۹۲۰ – ۱۵ ژوئن ۱۹۹۶) قایقران روئینگ اهل فرانسه بود.